# Grote Prijs Raf Jonckheere 1977
De 27e editie van de Belgische wielerwedstrijd Grote Prijs Raf Jonckheere werd verreden op 25 juli 1977. De start en finish vonden plaats in Westrozebeke. De winnaar was Marc Meernhout, gevolgd door Hervé Vermeeren en Eddy Vanhaerens.

## Uitslag
| Grote Prijs Raf Jonckheere 1977 |                 |                     |      |
| Plaats                          | Naam            | Ploeg               | Tijd |
| Winnaar                         | Marc Meernhout  | Ebo-Superia         |      |
| 2                               | Hervé Vermeeren | Maes Pils-Mini-Flat |      |
| 3                               | Eddy Vanhaerens | Ebo-Superia         |      |

1951 · 1952 · 1953 · 1954 · 1955 · 1956 · 1957 · 1958 · 1959 · 1960 · 1961 · 1962 · 1963 · 1964 · 1965 · 1966 · 1967 · 1968 · 1969 · 1970 · 1971 · 1972 · 1973 · 1974 · 1975 · 1976 · 1977 · 1978 · 1979 · 1980 · 1981 · 1982 · 1983 · 1984 · 1985 · 1986 · 1987 · 1988 · 1989 · 1990 · 1991 · 1992 · 1993 · 1994 · 1995 · 1996 · 1997 · 1998 · 1999 · 2000 · 2001 · 2002 · 2003 · 2004 · 2005 · 2006 · 2007 · 2008 · 2009 · 2010 · 2011 · 2012 · 2013 · 2014 · 2015 · 2016 · 2017 · 2018 · 2019 · 2020 · 2021 · 2022